# Settimana Coppi e Bartali 2019
La 34.ª edición de la Settimana Coppi e Bartali (llamado oficialmente: Settimana Internazionale Coppi e Bartali) fue una carrera de ciclismo en ruta por etapas que se celebró entre el 27 y el 31 de marzo de 2019 en Italia con inicio en el municipio de Gatteo y final en el municipio de Sassuolo sobre un recorrido de 742,1 kilómetros.
La carrera formó parte del UCI Europe Tour 2019, dentro de la categoría UCI 2.1. El vencedor final fue el australiano Lucas Hamilton del Mitchelton-Scott seguido de los también australianos y compañeros de equipo Damien Howson y Nick Schultz.

## Equipos participantes
Tomaron parte en la carrera 25 equipos: 4 de categoría UCI WorldTeam; 11 de categoría Profesional Continental; 9 de categoría Continental; y la selección nacional de Italia. Formando así un pelotón de 171 ciclistas de los que acabaron 122. Los equipos participantes fueron:
| WorldTeams (4)- Sky - Mitchelton-Scott - EF Education First - Movistar Team Equipos continentales profesionales (11)- Gazprom-RusVelo - Wallonie Bruxelles - Caja Rural-Seguros RGA - Arkéa-Samsic - Bardiani CSF - Androni Giocattoli-Sidermec - Israel Cycling Academy - Riwal Readynez - Neri Sottoli-Selle Italia-KTM - Hagens Berman Axeon - Nippo Vini Fantini Faizanè Equipos continentales (9)- Dimension Data for Qhubeka - Biesse Carrera Gavardo - Coldeportes Bicicletas Strongman - CCC Development Team - Sangemini-Trevigiani-MG.Kvis - Petroli Firenze-Maserati-Hopplà - Team Colpack - Amore & Vita-Prodir - Giotti Victoria-Palomar Equipo nacional- Italia |
| |

## Recorrido
La Settimana Coppi e Bartali dispuso de cinco etapas para un recorrido total de 742,1 kilómetros, donde se contempla una contrarreloj por equipos y una etapa de media montaña en el primer día, y cuatro etapas de ruta en los siguientes días.
| Etapa       | Fecha     | Recorrido                       | type                     | Distancia (km) | Ganador          | Líder           |
| ----------- | --------- | ------------------------------- | ------------------------ | -------------- | ---------------- | --------------- |
| 1.ª etapa A | 27 de mar | Gatteo – Gatteo                 | etapa de media montaña   | 97,8           | Emīls Liepiņš    | Emīls Liepiņš   |
| 1.ª etapa B | 27 de mar | Gatteo a Mare – Gatteo          | contrarreloj por equipos | 13,3           | Mitchelton-Scott | Robert Stannard |
| 2.ª etapa   | 28 de mar | Riccione – Sogliano al Rubicone | etapa de montaña         | 140            | Mikel Landa      | Lucas Hamilton  |
| 3.ª etapa   | 29 de mar | Forlì – Forlì                   | etapa de media montaña   | 166,2          | Simone Velasco   | Lucas Hamilton  |
| 4.ª etapa   | 30 de mar | Crevalcore – Crevalcore         | etapa llana              | 171,4          | Ludovic Robeet   | Lucas Hamilton  |
| 5.ª etapa   | 31 de mar | Fiorano Modenese – Sassuolo     | etapa de media montaña   | 153,4          | Mauro Finetto    | Lucas Hamilton  |

## Desarrollo de la carrera

### 1.ª etapa A
| Gatteo - Gatteo | etapa de media montaña | (97,8 km) |

| \| Clasificación de la etapa \| Clasificación de la etapa \| Clasificación de la etapa \| Clasificación de la etapa \| Clasificación de la etapa \| \| Ciclista \| Ciclista \| Equipo \| Tiempo \| \| \| ------------------------- \| ------------------------- \| ----------------------------- \| ------------------------- \| ------------------------- \| \| 1.º \| Emīls Liepiņš \| Wallonie Bruxelles \| 2 h 17 min 27 s \| \| \| 2.º \| Riccardo Stacchiotti \| Giotti Victoria-Palomar \| + 0 s \| \| \| 3.º \| Manuel Belletti \| Androni Giocattoli-Sidermec \| + 0 s \| \| \| 4.º \| Matteo Malucelli \| Caja Rural-Seguros RGA \| + 0 s \| \| \| 5.º \| Robert Stannard \| Mitchelton-Scott \| + 0 s \| \| \| 6.º \| Luca Pacioni \| Neri Sottoli-Selle Italia-KTM \| + 0 s \| \| \| 7.º \| Ian Garrison \| Hagens Berman Axeon \| + 0 s \| \| \| 8.º \| Davide Gabburo \| Neri Sottoli-Selle Italia-KTM \| + 0 s \| \| \| 9.º \| Paolo Totò \| Sangemini-Trevigiani-MG.Kvis \| + 0 s \| \| \| 10.º \| Leonardo Bonifazio \| Sangemini-Trevigiani-MG.Kvis \| + 0 s \| \| |                      |                               |                 |
| |                      |                               |                 |
| Fuente: ProCyclingStats |                      |                               |                 |
| Clasificación de la etapa |                      |                               |                 |
| Ciclista | Ciclista             | Equipo                        | Tiempo          |
| 1.º | Emīls Liepiņš        | Wallonie Bruxelles            | 2 h 17 min 27 s |
| 2.º | Riccardo Stacchiotti | Giotti Victoria-Palomar       | + 0 s           |
| 3.º | Manuel Belletti      | Androni Giocattoli-Sidermec   | + 0 s           |
| 4.º | Matteo Malucelli     | Caja Rural-Seguros RGA        | + 0 s           |
| 5.º | Robert Stannard      | Mitchelton-Scott              | + 0 s           |
| 6.º | Luca Pacioni         | Neri Sottoli-Selle Italia-KTM | + 0 s           |
| 7.º | Ian Garrison         | Hagens Berman Axeon           | + 0 s           |
| 8.º | Davide Gabburo       | Neri Sottoli-Selle Italia-KTM | + 0 s           |
| 9.º | Paolo Totò           | Sangemini-Trevigiani-MG.Kvis  | + 0 s           |
| 10.º | Leonardo Bonifazio   | Sangemini-Trevigiani-MG.Kvis  | + 0 s           |

| \| Clasificación general \| Clasificación general \| Clasificación general \| Clasificación general \| Clasificación general \| \| Ciclista \| Ciclista \| Equipo \| Tiempo \| \| \| --------------------- \| --------------------- \| ----------------------------- \| --------------------- \| --------------------- \| \| 1.º \| Emīls Liepiņš \| Wallonie Bruxelles \| 2 h 17 min 21 s \| \| \| 2.º \| Riccardo Stacchiotti \| Giotti Victoria-Palomar \| + 2 s \| \| \| 3.º \| Manuel Belletti \| Androni Giocattoli-Sidermec \| + 4 s \| \| \| 4.º \| Robert Stannard \| Mitchelton-Scott \| + 6 s \| \| \| 5.º \| Davide Plebani \| Italia \| + 6 s \| \| \| 6.º \| Luca Pacioni \| Neri Sottoli-Selle Italia-KTM \| + 6 s \| \| \| 7.º \| Vincenzo Albanese \| Bardiani CSF \| + 6 s \| \| \| 8.º \| Diego Rosa \| Team Sky \| + 6 s \| \| \| 9.º \| André Carvalho \| Hagens Berman Axeon \| + 6 s \| \| \| 10.º \| Marco Bernardinetti \| Amore & Vita-Prodir \| + 6 s \| \| |                      |                               |                 |
| |                      |                               |                 |
| Fuente: ProCyclingStats |                      |                               |                 |
| Clasificación general |                      |                               |                 |
| Ciclista | Ciclista             | Equipo                        | Tiempo          |
| 1.º | Emīls Liepiņš        | Wallonie Bruxelles            | 2 h 17 min 21 s |
| 2.º | Riccardo Stacchiotti | Giotti Victoria-Palomar       | + 2 s           |
| 3.º | Manuel Belletti      | Androni Giocattoli-Sidermec   | + 4 s           |
| 4.º | Robert Stannard      | Mitchelton-Scott              | + 6 s           |
| 5.º | Davide Plebani       | Italia                        | + 6 s           |
| 6.º | Luca Pacioni         | Neri Sottoli-Selle Italia-KTM | + 6 s           |
| 7.º | Vincenzo Albanese    | Bardiani CSF                  | + 6 s           |
| 8.º | Diego Rosa           | Team Sky                      | + 6 s           |
| 9.º | André Carvalho       | Hagens Berman Axeon           | + 6 s           |
| 10.º | Marco Bernardinetti  | Amore & Vita-Prodir           | + 6 s           |

### 1.ª etapa B
| Gatteo a Mare - Gatteo | contrarreloj por equipos | (13,3 km) |

| \| Clasificación de la etapa \| Clasificación de la etapa \| Clasificación de la etapa \| Clasificación de la etapa \| Clasificación de la etapa \| Clasificación de la etapa \| \| Equipo \| Equipo \| Tiempo \| Diferencia \| Promedio \| \| \| ------------------------- \| ----------------------------- \| ------------------------- \| ------------------------- \| ------------------------- \| ------------------------- \| \| 1.º \| Mitchelton-Scott \| 14 min 17 s \| \| 55.869 km/h \| \| \| 2.º \| Sky \| \| + 10 s \| 55.225 km/h \| \| \| 3.º \| Gazprom-RusVelo \| \| + 21 s \| 54.533 km/h \| \| \| 4.º \| Hagens Berman Axeon \| \| + 24 s \| 54.347 km/h \| \| \| 5.º \| Androni Giocattoli-Sidermec \| \| + 26 s \| 54.224 km/h \| \| \| 6.º \| Movistar Team \| \| + 27 s \| 54.163 km/h \| \| \| 7.º \| Neri Sottoli-Selle Italia-KTM \| \| + 29 s \| 54.041 km/h \| \| \| 8.º \| EF Education First \| \| + 31 s \| 53.919 km/h \| \| \| 9.º \| Wallonie Bruxelles \| \| + 35 s \| 53.677 km/h \| \| \| 10.º \| Italia \| \| + 39 s \| 53.438 km/h \| \| |                               |             |            |             |
| |                               |             |            |             |
| Fuente: ProCyclingStats |                               |             |            |             |
| Clasificación de la etapa |                               |             |            |             |
| Equipo | Equipo                        | Tiempo      | Diferencia | Promedio    |
| 1.º | Mitchelton-Scott              | 14 min 17 s |            | 55.869 km/h |
| 2.º | Sky                           |             | + 10 s     | 55.225 km/h |
| 3.º | Gazprom-RusVelo               |             | + 21 s     | 54.533 km/h |
| 4.º | Hagens Berman Axeon           |             | + 24 s     | 54.347 km/h |
| 5.º | Androni Giocattoli-Sidermec   |             | + 26 s     | 54.224 km/h |
| 6.º | Movistar Team                 |             | + 27 s     | 54.163 km/h |
| 7.º | Neri Sottoli-Selle Italia-KTM |             | + 29 s     | 54.041 km/h |
| 8.º | EF Education First            |             | + 31 s     | 53.919 km/h |
| 9.º | Wallonie Bruxelles            |             | + 35 s     | 53.677 km/h |
| 10.º | Italia                        |             | + 39 s     | 53.438 km/h |

| \| Clasificación general \| Clasificación general \| Clasificación general \| Clasificación general \| Clasificación general \| \| Ciclista \| Ciclista \| Equipo \| Tiempo \| \| \| --------------------- \| --------------------- \| --------------------- \| --------------------- \| --------------------- \| \| 1.º \| Robert Stannard \| Mitchelton-Scott \| 2 h 31 min 44 s \| \| \| 2.º \| Damien Howson \| Mitchelton-Scott \| + 0 s \| \| \| 3.º \| Lucas Hamilton \| Mitchelton-Scott \| + 0 s \| \| \| 4.º \| Nick Schultz \| Mitchelton-Scott \| + 0 s \| \| \| 5.º \| Cameron Meyer \| Mitchelton-Scott \| + 0 s \| \| \| 6.º \| Diego Rosa \| Team Sky \| + 10 s \| \| \| 7.º \| David de la Cruz \| Team Sky \| + 10 s \| \| \| 8.º \| Dylan van Baarle \| Team Sky \| + 10 s \| \| \| 9.º \| Kenny Elissonde \| Team Sky \| + 10 s \| \| \| 10.º \| Yevgueni Shalunov \| Gazprom-RusVelo \| + 21 s \| \| |                   |                  |                 |
| |                   |                  |                 |
| Fuente: ProCyclingStats |                   |                  |                 |
| Clasificación general |                   |                  |                 |
| Ciclista | Ciclista          | Equipo           | Tiempo          |
| 1.º | Robert Stannard   | Mitchelton-Scott | 2 h 31 min 44 s |
| 2.º | Damien Howson     | Mitchelton-Scott | + 0 s           |
| 3.º | Lucas Hamilton    | Mitchelton-Scott | + 0 s           |
| 4.º | Nick Schultz      | Mitchelton-Scott | + 0 s           |
| 5.º | Cameron Meyer     | Mitchelton-Scott | + 0 s           |
| 6.º | Diego Rosa        | Team Sky         | + 10 s          |
| 7.º | David de la Cruz  | Team Sky         | + 10 s          |
| 8.º | Dylan van Baarle  | Team Sky         | + 10 s          |
| 9.º | Kenny Elissonde   | Team Sky         | + 10 s          |
| 10.º | Yevgueni Shalunov | Gazprom-RusVelo  | + 21 s          |

### 2.ª etapa
| Riccione - Sogliano al Rubicone | etapa de montaña | (140 km) |

| \| Clasificación de la etapa \| Clasificación de la etapa \| Clasificación de la etapa \| Clasificación de la etapa \| Clasificación de la etapa \| \| Ciclista \| Ciclista \| Equipo \| Tiempo \| \| \| ------------------------- \| ------------------------- \| --------------------------- \| ------------------------- \| ------------------------- \| \| 1.º \| Mikel Landa \| Movistar Team \| 3 h 51 min 54 s \| \| \| 2.º \| Lucas Hamilton \| Mitchelton-Scott \| + 1 s \| \| \| 3.º \| Alexander Kamp \| Riwal Readynez \| + 11 s \| \| \| 4.º \| Yevgueni Shalunov \| Gazprom-RusVelo \| + 11 s \| \| \| 5.º \| Mauro Finetto \| Italia \| + 11 s \| \| \| 6.º \| Mattia Cattaneo \| Androni Giocattoli-Sidermec \| + 11 s \| \| \| 7.º \| Élie Gesbert \| Arkéa-Samsic \| + 11 s \| \| \| 8.º \| Jonathan Lastra \| Caja Rural-Seguros RGA \| + 11 s \| \| \| 9.º \| Lawson Craddock \| EF Education First \| + 11 s \| \| \| 10.º \| Damien Howson \| Mitchelton-Scott \| + 11 s \| \| |                   |                             |                 |
| |                   |                             |                 |
| Fuente: ProCyclingStats |                   |                             |                 |
| Clasificación de la etapa |                   |                             |                 |
| Ciclista | Ciclista          | Equipo                      | Tiempo          |
| 1.º | Mikel Landa       | Movistar Team               | 3 h 51 min 54 s |
| 2.º | Lucas Hamilton    | Mitchelton-Scott            | + 1 s           |
| 3.º | Alexander Kamp    | Riwal Readynez              | + 11 s          |
| 4.º | Yevgueni Shalunov | Gazprom-RusVelo             | + 11 s          |
| 5.º | Mauro Finetto     | Italia                      | + 11 s          |
| 6.º | Mattia Cattaneo   | Androni Giocattoli-Sidermec | + 11 s          |
| 7.º | Élie Gesbert      | Arkéa-Samsic                | + 11 s          |
| 8.º | Jonathan Lastra   | Caja Rural-Seguros RGA      | + 11 s          |
| 9.º | Lawson Craddock   | EF Education First          | + 11 s          |
| 10.º | Damien Howson     | Mitchelton-Scott            | + 11 s          |

| \| Clasificación general \| Clasificación general \| Clasificación general \| Clasificación general \| Clasificación general \| \| Ciclista \| Ciclista \| Equipo \| Tiempo \| \| \| --------------------- \| --------------------- \| --------------------------- \| --------------------- \| --------------------- \| \| 1.º \| Lucas Hamilton \| Mitchelton-Scott \| 6 h 23 min 33 s \| \| \| 2.º \| Damien Howson \| Mitchelton-Scott \| + 16 s \| \| \| 3.º \| Nick Schultz \| Mitchelton-Scott \| + 16 s \| \| \| 4.º \| Mikel Landa \| Movistar Team \| + 22 s \| \| \| 5.º \| David de la Cruz \| Team Sky \| + 26 s \| \| \| 6.º \| Dylan van Baarle \| Team Sky \| + 26 s \| \| \| 7.º \| Yevgueni Shalunov \| Gazprom-RusVelo \| + 37 s \| \| \| 8.º \| Aleksandr Vlásov \| Gazprom-RusVelo \| + 37 s \| \| \| 9.º \| Mattia Cattaneo \| Androni Giocattoli-Sidermec \| + 42 s \| \| \| 10.º \| Matteo Montaguti \| Androni Giocattoli-Sidermec \| + 42 s \| \| |                   |                             |                 |
| |                   |                             |                 |
| Fuente: ProCyclingStats |                   |                             |                 |
| Clasificación general |                   |                             |                 |
| Ciclista | Ciclista          | Equipo                      | Tiempo          |
| 1.º | Lucas Hamilton    | Mitchelton-Scott            | 6 h 23 min 33 s |
| 2.º | Damien Howson     | Mitchelton-Scott            | + 16 s          |
| 3.º | Nick Schultz      | Mitchelton-Scott            | + 16 s          |
| 4.º | Mikel Landa       | Movistar Team               | + 22 s          |
| 5.º | David de la Cruz  | Team Sky                    | + 26 s          |
| 6.º | Dylan van Baarle  | Team Sky                    | + 26 s          |
| 7.º | Yevgueni Shalunov | Gazprom-RusVelo             | + 37 s          |
| 8.º | Aleksandr Vlásov  | Gazprom-RusVelo             | + 37 s          |
| 9.º | Mattia Cattaneo   | Androni Giocattoli-Sidermec | + 42 s          |
| 10.º | Matteo Montaguti  | Androni Giocattoli-Sidermec | + 42 s          |

### 3.ª etapa
| Forlì - Forlì | etapa de media montaña | (166,2 km) |

| \| Clasificación de la etapa \| Clasificación de la etapa \| Clasificación de la etapa \| Clasificación de la etapa \| Clasificación de la etapa \| \| Ciclista \| Ciclista \| Equipo \| Tiempo \| \| \| ------------------------- \| ------------------------- \| -------------------------------- \| ------------------------- \| ------------------------- \| \| 1.º \| Simone Velasco \| Neri Sottoli-Selle Italia-KTM \| 4 h 01 min 50 s \| \| \| 2.º \| Francesco Gavazzi \| Androni Giocattoli-Sidermec \| + 0 s \| \| \| 3.º \| Alexander Kamp \| Riwal Readynez \| + 0 s \| \| \| 4.º \| Nicola Bagioli \| Nippo-Vini Fantini-Faizanè \| + 0 s \| \| \| 5.º \| Giovanni Visconti \| Neri Sottoli-Selle Italia-KTM \| + 0 s \| \| \| 6.º \| Matteo Sobrero \| Dimension Data for Qhubeka \| + 0 s \| \| \| 7.º \| Jonathan Cañaveral \| Coldeportes Bicicletas Strongman \| + 0 s \| \| \| 8.º \| Jonathan Lastra \| Caja Rural-Seguros RGA \| + 0 s \| \| \| 9.º \| Alessandro Fedeli \| Italia \| + 0 s \| \| \| 10.º \| Marco Tizza \| Amore & Vita-Prodir \| + 0 s \| \| |                    |                                  |                 |
| |                    |                                  |                 |
| Fuente: ProCyclingStats |                    |                                  |                 |
| Clasificación de la etapa |                    |                                  |                 |
| Ciclista | Ciclista           | Equipo                           | Tiempo          |
| 1.º | Simone Velasco     | Neri Sottoli-Selle Italia-KTM    | 4 h 01 min 50 s |
| 2.º | Francesco Gavazzi  | Androni Giocattoli-Sidermec      | + 0 s           |
| 3.º | Alexander Kamp     | Riwal Readynez                   | + 0 s           |
| 4.º | Nicola Bagioli     | Nippo-Vini Fantini-Faizanè       | + 0 s           |
| 5.º | Giovanni Visconti  | Neri Sottoli-Selle Italia-KTM    | + 0 s           |
| 6.º | Matteo Sobrero     | Dimension Data for Qhubeka       | + 0 s           |
| 7.º | Jonathan Cañaveral | Coldeportes Bicicletas Strongman | + 0 s           |
| 8.º | Jonathan Lastra    | Caja Rural-Seguros RGA           | + 0 s           |
| 9.º | Alessandro Fedeli  | Italia                           | + 0 s           |
| 10.º | Marco Tizza        | Amore & Vita-Prodir              | + 0 s           |

| \| Clasificación general \| Clasificación general \| Clasificación general \| Clasificación general \| Clasificación general \| \| Ciclista \| Ciclista \| Equipo \| Tiempo \| \| \| --------------------- \| --------------------- \| --------------------------- \| --------------------- \| --------------------- \| \| 1.º \| Lucas Hamilton \| Mitchelton-Scott \| 6 h 23 min 33 s \| \| \| 2.º \| Damien Howson \| Mitchelton-Scott \| + 16 s \| \| \| 3.º \| Nick Schultz \| Mitchelton-Scott \| + 16 s \| \| \| 4.º \| Mikel Landa \| Movistar Team \| + 22 s \| \| \| 5.º \| David de la Cruz \| Team Sky \| + 26 s \| \| \| 6.º \| Dylan van Baarle \| Team Sky \| + 26 s \| \| \| 7.º \| Yevgueni Shalunov \| Gazprom-RusVelo \| + 37 s \| \| \| 8.º \| Aleksandr Vlásov \| Gazprom-RusVelo \| + 37 s \| \| \| 9.º \| Mattia Cattaneo \| Androni Giocattoli-Sidermec \| + 42 s \| \| \| 10.º \| Matteo Montaguti \| Androni Giocattoli-Sidermec \| + 42 s \| \| |                   |                             |                 |
| |                   |                             |                 |
| Fuente: ProCyclingStats |                   |                             |                 |
| Clasificación general |                   |                             |                 |
| Ciclista | Ciclista          | Equipo                      | Tiempo          |
| 1.º | Lucas Hamilton    | Mitchelton-Scott            | 6 h 23 min 33 s |
| 2.º | Damien Howson     | Mitchelton-Scott            | + 16 s          |
| 3.º | Nick Schultz      | Mitchelton-Scott            | + 16 s          |
| 4.º | Mikel Landa       | Movistar Team               | + 22 s          |
| 5.º | David de la Cruz  | Team Sky                    | + 26 s          |
| 6.º | Dylan van Baarle  | Team Sky                    | + 26 s          |
| 7.º | Yevgueni Shalunov | Gazprom-RusVelo             | + 37 s          |
| 8.º | Aleksandr Vlásov  | Gazprom-RusVelo             | + 37 s          |
| 9.º | Mattia Cattaneo   | Androni Giocattoli-Sidermec | + 42 s          |
| 10.º | Matteo Montaguti  | Androni Giocattoli-Sidermec | + 42 s          |

### 4.ª etapa
| Crevalcore - Crevalcore | etapa llana | (171,4 km) |

| \| Clasificación de la etapa \| Clasificación de la etapa \| Clasificación de la etapa \| Clasificación de la etapa \| Clasificación de la etapa \| \| Ciclista \| Ciclista \| Equipo \| Tiempo \| \| \| ------------------------- \| ------------------------- \| ----------------------------- \| ------------------------- \| ------------------------- \| \| 1.º \| Ludovic Robeet \| Wallonie Bruxelles \| 3 h 43 min 34 s \| \| \| 2.º \| Mikkel Bjerg \| Hagens Berman Axeon \| + 1 s \| \| \| 3.º \| Jacopo Mosca \| Italia \| + 1 s \| \| \| 4.º \| Patryk Stosz \| CCC Development \| + 31 s \| \| \| 5.º \| Lachlan Morton \| EF Education First \| + 31 s \| \| \| 6.º \| Antonio Di Sante \| Sangemini-Trevigiani-MG.K Vis \| + 31 s \| \| \| 7.º \| Simone Sterbini \| Bardiani CSF \| + 31 s \| \| \| 8.º \| Thibault Guernalec \| Arkéa-Samsic \| + 31 s \| \| \| 9.º \| Manuel Belletti \| Androni Giocattoli-Sidermec \| + 31 s \| \| \| 10.º \| Emīls Liepiņš \| Wallonie Bruxelles \| + 31 s \| \| |                    |                               |                 |
| |                    |                               |                 |
| Fuente: ProCyclingStats |                    |                               |                 |
| Clasificación de la etapa |                    |                               |                 |
| Ciclista | Ciclista           | Equipo                        | Tiempo          |
| 1.º | Ludovic Robeet     | Wallonie Bruxelles            | 3 h 43 min 34 s |
| 2.º | Mikkel Bjerg       | Hagens Berman Axeon           | + 1 s           |
| 3.º | Jacopo Mosca       | Italia                        | + 1 s           |
| 4.º | Patryk Stosz       | CCC Development               | + 31 s          |
| 5.º | Lachlan Morton     | EF Education First            | + 31 s          |
| 6.º | Antonio Di Sante   | Sangemini-Trevigiani-MG.K Vis | + 31 s          |
| 7.º | Simone Sterbini    | Bardiani CSF                  | + 31 s          |
| 8.º | Thibault Guernalec | Arkéa-Samsic                  | + 31 s          |
| 9.º | Manuel Belletti    | Androni Giocattoli-Sidermec   | + 31 s          |
| 10.º | Emīls Liepiņš      | Wallonie Bruxelles            | + 31 s          |

| \| Clasificación general \| Clasificación general \| Clasificación general \| Clasificación general \| Clasificación general \| \| Ciclista \| Ciclista \| Equipo \| Tiempo \| \| \| --------------------- \| --------------------- \| --------------------------- \| --------------------- \| --------------------- \| \| 1.º \| Lucas Hamilton \| Mitchelton-Scott \| 6 h 23 min 33 s \| \| \| 2.º \| Damien Howson \| Mitchelton-Scott \| + 16 s \| \| \| 3.º \| Nick Schultz \| Mitchelton-Scott \| + 16 s \| \| \| 4.º \| Mikel Landa \| Movistar Team \| + 22 s \| \| \| 5.º \| David de la Cruz \| Team Sky \| + 26 s \| \| \| 6.º \| Dylan van Baarle \| Team Sky \| + 26 s \| \| \| 7.º \| Yevgueni Shalunov \| Gazprom-RusVelo \| + 37 s \| \| \| 8.º \| Aleksandr Vlásov \| Gazprom-RusVelo \| + 37 s \| \| \| 9.º \| Matteo Montaguti \| Androni Giocattoli-Sidermec \| + 42 s \| \| \| 10.º \| Mattia Cattaneo \| Androni Giocattoli-Sidermec \| + 42 s \| \| |                   |                             |                 |
| |                   |                             |                 |
| Fuente: ProCyclingStats |                   |                             |                 |
| Clasificación general |                   |                             |                 |
| Ciclista | Ciclista          | Equipo                      | Tiempo          |
| 1.º | Lucas Hamilton    | Mitchelton-Scott            | 6 h 23 min 33 s |
| 2.º | Damien Howson     | Mitchelton-Scott            | + 16 s          |
| 3.º | Nick Schultz      | Mitchelton-Scott            | + 16 s          |
| 4.º | Mikel Landa       | Movistar Team               | + 22 s          |
| 5.º | David de la Cruz  | Team Sky                    | + 26 s          |
| 6.º | Dylan van Baarle  | Team Sky                    | + 26 s          |
| 7.º | Yevgueni Shalunov | Gazprom-RusVelo             | + 37 s          |
| 8.º | Aleksandr Vlásov  | Gazprom-RusVelo             | + 37 s          |
| 9.º | Matteo Montaguti  | Androni Giocattoli-Sidermec | + 42 s          |
| 10.º | Mattia Cattaneo   | Androni Giocattoli-Sidermec | + 42 s          |

### 5.ª etapa
| Fiorano Modenese - Sassuolo | etapa de media montaña | (153,4 km) |

| \| Clasificación de la etapa \| Clasificación de la etapa \| Clasificación de la etapa \| Clasificación de la etapa \| Clasificación de la etapa \| \| Ciclista \| Ciclista \| Equipo \| Tiempo \| \| \| ------------------------- \| ------------------------- \| -------------------------------- \| ------------------------- \| ------------------------- \| \| 1.º \| Mauro Finetto \| Italia \| 3 h 48 min 02 s \| \| \| 2.º \| Davide Gabburo \| Neri Sottoli-Selle Italia-KTM \| + 3 s \| \| \| 3.º \| Damien Howson \| Mitchelton-Scott \| + 3 s \| \| \| 4.º \| Alexander Kamp \| Riwal Readynez \| + 3 s \| \| \| 5.º \| Simone Velasco \| Neri Sottoli-Selle Italia-KTM \| + 3 s \| \| \| 6.º \| Matteo Montaguti \| Androni Giocattoli-Sidermec \| + 3 s \| \| \| 7.º \| Lucas Hamilton \| Mitchelton-Scott \| + 3 s \| \| \| 8.º \| Jonathan Cañaveral \| Coldeportes Bicicletas Strongman \| + 3 s \| \| \| 9.º \| Eliot Lietaer \| Wallonie Bruxelles \| + 3 s \| \| \| 10.º \| Miguel Flórez López \| Androni Giocattoli-Sidermec \| + 3 s \| \| |                     |                                  |                 |
| |                     |                                  |                 |
| Fuente: ProCyclingStats |                     |                                  |                 |
| Clasificación de la etapa |                     |                                  |                 |
| Ciclista | Ciclista            | Equipo                           | Tiempo          |
| 1.º | Mauro Finetto       | Italia                           | 3 h 48 min 02 s |
| 2.º | Davide Gabburo      | Neri Sottoli-Selle Italia-KTM    | + 3 s           |
| 3.º | Damien Howson       | Mitchelton-Scott                 | + 3 s           |
| 4.º | Alexander Kamp      | Riwal Readynez                   | + 3 s           |
| 5.º | Simone Velasco      | Neri Sottoli-Selle Italia-KTM    | + 3 s           |
| 6.º | Matteo Montaguti    | Androni Giocattoli-Sidermec      | + 3 s           |
| 7.º | Lucas Hamilton      | Mitchelton-Scott                 | + 3 s           |
| 8.º | Jonathan Cañaveral  | Coldeportes Bicicletas Strongman | + 3 s           |
| 9.º | Eliot Lietaer       | Wallonie Bruxelles               | + 3 s           |
| 10.º | Miguel Flórez López | Androni Giocattoli-Sidermec      | + 3 s           |

## Clasificaciones finales
- Las clasificaciones finalizaron de la siguiente forma:[3]

### Clasificación general
| \| Clasificación general \| Clasificación general \| Clasificación general \| Clasificación general \| Clasificación general \| \| Ciclista \| Ciclista \| Equipo \| Tiempo \| \| \| --------------------- \| --------------------- \| ----------------------------- \| --------------------- \| --------------------- \| \| 1.º \| Lucas Hamilton \| Mitchelton-Scott \| 17 h 57 min 33 s \| \| \| 2.º \| Damien Howson \| Mitchelton-Scott \| + 12 s \| \| \| 3.º \| Nick Schultz \| Mitchelton-Scott \| + 16 s \| \| \| 4.º \| Mikel Landa \| Movistar Team \| + 22 s \| \| \| 5.º \| David de la Cruz \| Team Sky \| + 26 s \| \| \| 6.º \| Dylan van Baarle \| Team Sky \| + 26 s \| \| \| 7.º \| Yevgueni Shalunov \| Gazprom-RusVelo \| + 37 s \| \| \| 8.º \| Aleksandr Vlásov \| Gazprom-RusVelo \| + 37 s \| \| \| 9.º \| Davide Gabburo \| Neri Sottoli-Selle Italia-KTM \| + 39 s \| \| \| 10.º \| Matteo Montaguti \| Androni Giocattoli-Sidermec \| + 42 s \| \| |                   |                               |                  |
| |                   |                               |                  |
| Fuente: ProCyclingStats |                   |                               |                  |
| Clasificación general |                   |                               |                  |
| Ciclista | Ciclista          | Equipo                        | Tiempo           |
| 1.º | Lucas Hamilton    | Mitchelton-Scott              | 17 h 57 min 33 s |
| 2.º | Damien Howson     | Mitchelton-Scott              | + 12 s           |
| 3.º | Nick Schultz      | Mitchelton-Scott              | + 16 s           |
| 4.º | Mikel Landa       | Movistar Team                 | + 22 s           |
| 5.º | David de la Cruz  | Team Sky                      | + 26 s           |
| 6.º | Dylan van Baarle  | Team Sky                      | + 26 s           |
| 7.º | Yevgueni Shalunov | Gazprom-RusVelo               | + 37 s           |
| 8.º | Aleksandr Vlásov  | Gazprom-RusVelo               | + 37 s           |
| 9.º | Davide Gabburo    | Neri Sottoli-Selle Italia-KTM | + 39 s           |
| 10.º | Matteo Montaguti  | Androni Giocattoli-Sidermec   | + 42 s           |

### Clasificación de la montaña
| Clasificación de la montaña | Clasificación de la montaña | Clasificación de la montaña      | Clasificación de la montaña | Clasificación de la montaña |
| Ciclista                    | Ciclista                    | Equipo                           | Puntos                      |                             |
| --------------------------- | --------------------------- | -------------------------------- | --------------------------- | --------------------------- |
| 1.º                         | Giovanni Visconti           | Neri Sottoli-Selle Italia-KTM    | 37 pts                      |                             |
| 2.º                         | Enrico Barbin               | Bardiani CSF                     | 26 pts                      |                             |
| 3.º                         | Nick Schultz                | Mitchelton-Scott                 | 16 pts                      |                             |
| 4.º                         | Daniel Crista               | Giotti Victoria-Palomar          | 12 pts                      |                             |
| 5.º                         | Óscar Quiroz                | Coldeportes Bicicletas Strongman | 10 pts                      |                             |
| 6.º                         | Francesco Gavazzi           | Androni Giocattoli-Sidermec      | 9 pts                       |                             |
| 7.º                         | Mikel Landa                 | Movistar Team                    | 9 pts                       |                             |
| 8.º                         | Lawson Craddock             | EF Education First               | 8 pts                       |                             |
| 9.º                         | Edoardo Zardini             | Neri Sottoli-Selle Italia-KTM    | 8 pts                       |                             |
| 10.º                        | Matteo Badilatti            | Israel Cycling Academy           | 8 pts                       |                             |

### Clasificación por puntos
| Clasificación por puntos | Clasificación por puntos | Clasificación por puntos      | Clasificación por puntos | Clasificación por puntos |
| Ciclista                 | Ciclista                 | Equipo                        | Puntos                   |                          |
| ------------------------ | ------------------------ | ----------------------------- | ------------------------ | ------------------------ |
| 1.º                      | Alexander Kamp           | Riwal Readynez                | 17 pts                   |                          |
| 2.º                      | Mauro Finetto            | Delko Marseille Provence      | 14 pts                   |                          |
| 3.º                      | Simone Velasco           | Neri Sottoli-Selle Italia-KTM | 14 pts                   |                          |
| 4.º                      | Mikel Landa              | Movistar Team                 | 10 pts                   |                          |
| 5.º                      | Ludovic Robeet           | Wallonie Bruxelles            | 10 pts                   |                          |
| 6.º                      | Emīls Liepiņš            | Wallonie Bruxelles            | 10 pts                   |                          |
| 7.º                      | Lucas Hamilton           | Mitchelton-Scott              | 10 pts                   |                          |
| 8.º                      | Davide Gabburo           | Neri Sottoli-Selle Italia-KTM | 9 pts                    |                          |
| 9.º                      | Francesco Gavazzi        | Androni Giocattoli-Sidermec   | 8 pts                    |                          |
| 10.º                     | Mikkel Bjerg             | Hagens Berman Axeon           | 8 pts                    |                          |

### Clasificación de los jóvenes
| Clasificación del mejor joven | Clasificación del mejor joven | Clasificación del mejor joven    | Clasificación del mejor joven | Clasificación del mejor joven |
| Ciclista                      | Ciclista                      | Equipo                           | Tiempo                        |                               |
| ----------------------------- | ----------------------------- | -------------------------------- | ----------------------------- | ----------------------------- |
| 1.º                           | Lucas Hamilton                | Mitchelton-Scott                 | 17 h 57 min 33 s              |                               |
| 2.º                           | Aleksandr Vlásov              | Gazprom-RusVelo                  | + 37 s                        |                               |
| 3.º                           | Miguel Flórez López           | Androni Giocattoli-Sidermec      | + 1 min 34 s                  |                               |
| 4.º                           | Jonathan Cañaveral            | Coldeportes Bicicletas Strongman | + 2 min 06 s                  |                               |
| 5.º                           | Kevin Vermaerke               | Hagens Berman Axeon              | + 3 min 28 s                  |                               |
| 6.º                           | Attila Valter                 | CCC Development                  | + 4 min 48 s                  |                               |
| 7.º                           | Alessandro Fedeli             | Delko Marseille Provence         | + 6 min 15 s                  |                               |
| 8.º                           | Robert Stannard               | Mitchelton-Scott                 | + 6 min 21 s                  |                               |
| 9.º                           | Stefano Oldani                | Kometa                           | + 7 min 17 s                  |                               |
| 10.º                          | Alejandro Osorio              | Nippo-Vini Fantini-Faizanè       | + 8 min 41 s                  |                               |

### Clasificación por equipos
| Clasificación por equipos | Clasificación por equipos     | Clasificación por equipos | Clasificación por equipos |
| Equipo                    | Equipo                        | Tiempo                    |                           |
| ------------------------- | ----------------------------- | ------------------------- | ------------------------- |
| 1.º                       | Mitchelton-Scott              | 53 h 24 min 43 s          |                           |
| 2.º                       | Movistar Team                 | + 26 s                    |                           |
| 3.º                       | Androni Giocattoli-Sidermec   | + 36 s                    |                           |
| 4.º                       | Neri Sottoli-Selle Italia-KTM | + 51 s                    |                           |
| 5.º                       | Sky                           | + 1 min 10 s              |                           |
| 6.º                       | Israel Cycling Academy        | + 3 min 41 s              |                           |
| 7.º                       | Gazprom-RusVelo               | + 8 min 26 s              |                           |
| 8.º                       | Italia                        | + 11 min 58 s             |                           |
| 9.º                       | Bardiani CSF                  | + 17 min 54 s             |                           |
| 10.º                      | Caja Rural-Seguros RGA        | + 19 min 31 s             |                           |

## Evolución de las clasificaciones
| Etapa                   | Vencedor                | Clasificación general | Clasificación de la montaña | Clasificación de los puntos | Clasificación de los jóvenes | Clasificación por equipos     |
| ----------------------- | ----------------------- | --------------------- | --------------------------- | --------------------------- | ---------------------------- | ----------------------------- |
| 1.ª A                   | Emīls Liepiņš           | Emīls Liepiņš         | Daniel Crista               | Emīls Liepiņš               | Robert Stannard              | Neri Sottoli-Selle Italia-KTM |
| 1.ª B                   | Mitchelton-Scott        | Robert Stannard       | Daniel Crista               | Emīls Liepiņš               | Robert Stannard              | Mitchelton-Scott              |
| 2.ª                     | Mikel Landa             | Lucas Hamilton        | Giovanni Visconti           | Mikel Landa                 | Lucas Hamilton               | Mitchelton-Scott              |
| 3.ª                     | Simone Velasco          | Lucas Hamilton        | Giovanni Visconti           | Alexander Kamp              | Lucas Hamilton               | Mitchelton-Scott              |
| 4.ª                     | Ludovic Robeet          | Lucas Hamilton        | Giovanni Visconti           | Alexander Kamp              | Lucas Hamilton               | Mitchelton-Scott              |
| 5.ª                     | Mauro Finetto           | Lucas Hamilton        | Giovanni Visconti           | Alexander Kamp              | Lucas Hamilton               | Mitchelton-Scott              |
| Clasificaciones finales | Clasificaciones finales | Lucas Hamilton        | Giovanni Visconti           | Alexander Kamp              | Lucas Hamilton               | Mitchelton-Scott              |

## UCI World Ranking
La Settimana Coppi e Bartali otorgó puntos para el UCI World Ranking para corredores de los equipos en las categorías UCI WorldTeam, Profesional Continental y Equipos Continentales. Las siguientes tablas son el baremo de puntuación y los 10 corredores que obtuvieron más puntos:
| Posición              | 1.º | 2.º | 3.º | 4.º | 5.º | 6.º | 7.º | 8.º | 9.º | 10.º | 11.º | 12.º | 13.º-15.º | 16.º-25.º |
| Clasificación general | 125 | 85  | 70  | 60  | 50  | 40  | 35  | 30  | 25  | 20   | 15   | 10   | 5         | 3         |
| Por etapa             | 14  | 5   | 3   |     |     |     |     |     |     |      |      |      |           |           |
| Líder                 | 3   |     |     |     |     |     |     |     |     |      |      |      |           |           |

| Clasificación |                  |                               |         |       |       |       |
| Posición      | Ciclista         | Equipo                        | General | Etapa | Líder | Total |
| ------------- | ---------------- | ----------------------------- | ------- | ----- | ----- | ----- |
| 1.º           | Lucas Hamilton   | Mitchelton-Scott              | 125     | 7     | 9     | 141   |
| 2.º           | Damien Howson    | Mitchelton-Scott              | 85      | 5     | -     | 90    |
| 3.º           | Mikel Landa      | Movistar                      | 60      | 14    | -     | 64    |
| 4.º           | Nick Schultz     | Mitchelton-Scott              | 70      | 2     | -     | 72    |
| 5.º           | David de la Cruz | Sky                           | 50      | 0,83  | -     | 50,83 |
| 6.º           | Dylan van Baarle | Sky                           | 40      | 0,83  | -     | 40,83 |
| 7.º           | Evgeny Shalunov  | Gazprom-RusVelo               | 35      | 0,43  | -     | 35,43 |
| 8.º           | Aleksandr Vlasov | Gazprom-RusVelo               | 30      | 0,43  | -     | 30,43 |
| 9.º           | Davide Gabburo   | Neri Sottoli-Selle Italia-KTM | 25      | 5     | -     | 30    |
| 10.º          | Mauro Finetto    | Selección de Italia           | 15      | 14    | -     | 29    |